# NGC 6230
NGC 6230 (другие обозначения — UGC 10575, MCG 1-43-5, ZWG 53.14, PGC 59106) — эллиптическая галактика (E) в созвездии Геркулес.
Этот объект входит в число перечисленных в оригинальной редакции «Нового общего каталога».